# David Graeber
David Graeber, né le 12 février 1961 à New York (États-Unis) et mort le 2 septembre 2020 à Venise (Italie), est un anthropologue et militant anarchiste américain, théoricien de la pensée anarchiste en Amérique du Nord et figure de proue du mouvement Occupy Wall Street.
Son œuvre en anthropologie économique, en particulier ses livres Dette : 5000 ans d'histoire (2011), Bullshit Jobs (2018) et Au commencement était… (2021), ainsi que son rôle de premier plan dans le mouvement Occupy, lui valent d’être reconnu comme l’un des anthropologues et penseurs de gauche les plus marquants de son époque. Il est décrit comme « l’un des intellectuels les plus influents du monde anglo-saxon » par le New York Times.
Né à New York dans une famille juive de classe ouvrière, Graeber étudie au Purchase College et à l’Université de Chicago, où il mène des recherches ethnographiques à Madagascar sous la direction de Marshall Sahlins et obtient son doctorat en 1996. Il est professeur assistant à l’Université de Yale de 1998 à 2005, année où l’université, dans une décision controversée, choisit de ne pas renouveler son contrat avant qu’il ne soit éligible à la titularisation. Incapable d’obtenir un autre poste aux États-Unis, il entre en "exil académique" en Angleterre, où il est maître de conférences au Goldsmiths College de 2008 à 2013, puis professeur à la London School of Economics à partir de 2013.
Dans ses premières recherches, Graeber se spécialise dans les théories de la valeur (Toward an Anthropological Theory of Value, 2002), la hiérarchie sociale et le pouvoir politique (Pour une anthropologie anarchiste, 2004 ; Possibilities, 2007 ; On Kings, 2017) ainsi que l’ethnographie de Madagascar (Lost People, 2007). Dans les années 2010, il se tourne vers l’anthropologie historique, produisant son ouvrage le plus célèbre, Dette : 5000 ans d'histoire (2011), qui explore la relation historique entre la dette et les institutions sociales, ainsi qu’une série d’essais sur les origines des inégalités sociales dans la préhistoire. Parallèlement, il développe des critiques sur la bureaucratie et le managérialisme (en) dans le capitalisme contemporain, publiées dans Bureaucratie, l'utopie des règles (2015) et Bullshit Jobs (2018). Il forge le concept de « bullshit jobs » dans un essai de 2013 qui analyse la prolifération des « emplois rémunérés qui sont tellement inutiles, superflus ou néfastes que même leurs titulaires ne peuvent justifier leur existence ». Il développe également des analyses du patriarcat, notamment dans le livre Sur les rois (2017) coécrit avec Marshall Sahlins.
Bien qu’exposé dès son plus jeune âge aux idées politiques de la gauche radicale, l’engagement direct de Graeber dans l’activisme débute avec le mouvement pour la justice globale des années 1990. Il participe aux manifestations contre le troisième Sommet des Amériques à Québec en 2001 et contre le Forum économique mondial à New York en 2002, et écrit par la suite une ethnographie du mouvement, Direct Action (2009). En 2011, il devient l’une des figures de proue d’Occupy Wall Street et est crédité pour avoir inventé le slogan « Nous sommes les 99 % ». Ses engagements ultérieurs incluent des interventions en soutien à la révolution du Rojava en Syrie, au Parti travailliste britannique sous Jeremy Corbyn et à Extinction Rebellion.
David Graeber meurt subitement en septembre 2020, alors qu’il est en vacances à Venise. Son dernier livre, Au commencement était…, coécrit avec l’archéologue David Wengrow, est publié à titre posthume en 2021.

## Biographie

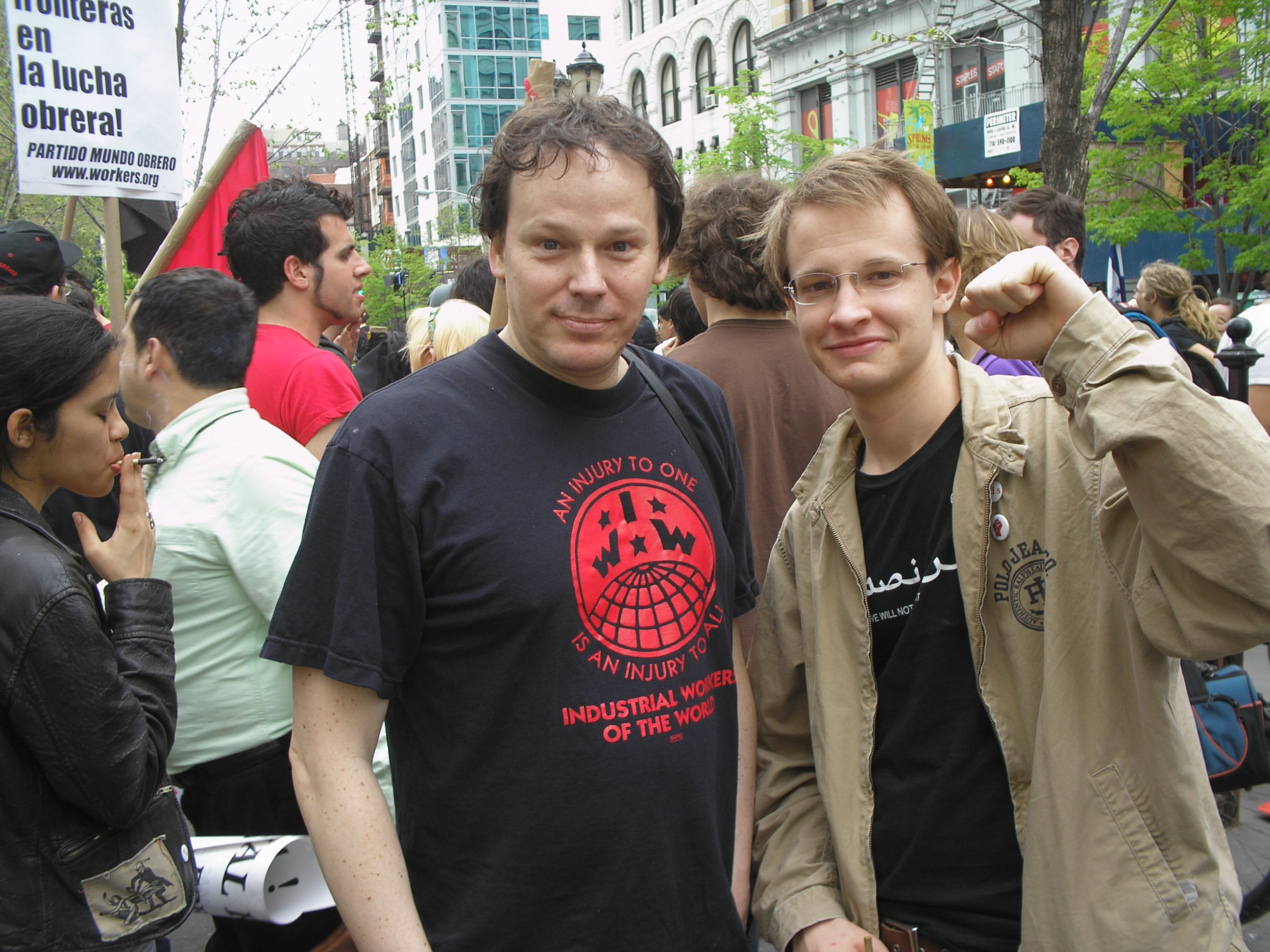
David Graeber (à gauche) en mai 2007 lors d'une manifestation pour le droit des immigrants à Union Square à New York.

Les parents de Graeber sont des intellectuels juifs ashkénazes autodidactes et yiddishophones de la classe ouvrière à New York. Ruth Rubinstein, sa mère, travaille dans le secteur de l'habillement ; elle s'implique dans la vie culturelle au point de jouer le rôle principal dans une comédie musicale des années 1930, Pins & Needles, organisée par le Syndicat international des travailleuses du vêtement. Kenneth Graeber, son père, est affilié à la Ligue des jeunes communistes au collège. Il participe à la révolution espagnole à Barcelone et combat dans la guerre civile espagnole. De retour au pays, il travaille comme imprimeur sur des machines offset.
David Graeber grandit à New York, dans un immeuble d'appartements coopératif décrit par le magazine Business Week comme « imprégné de politique radicale ». Il est animé par les idées anarchistes depuis l'âge de 16 ans, selon une interview qu'il donne à The Village Voice en 2005. Il participe activement à la protestation contre le Forum économique mondial à New York en 2002. Il est aussi membre du syndicat Industrial Workers of the World (IWW).
Il se lance dans des études en anthropologie, et fait son terrain à Madagascar. Il écrit une thèse de doctorat sur The Disastrous Ordeal of 1987: Memory and Violence in Rural Madagascar.
David Graeber est chargé de cours d'anthropologie à l'université Yale jusqu'à ce que l'université cesse de renouveler son contrat en juin 2007, ce qui suscite une controverse à cause du soupçon de motivation politique à cette éviction[réf. nécessaire]. Il obtient comme indemnité de départ de pouvoir prendre une « année sabbatique » durant laquelle il donne un cours d'introduction à l'anthropologie culturelle et un autre intitulé Direct Action and Radical Social Theory. Puis de 2007 à 2013 il occupe un poste de maître de conférences (reader) au sein du département d'anthropologie de l'université de Londres. Il est ensuite professeur à la London School of Economics.
Il est l'auteur de Pour une anthropologie anarchiste (Fragments of an Anarchist Anthropology) et Towards an Anthropological Theory of Value: The False Coin of Our Own Dreams. En 2011, il publie une monographie intitulée Dette : 5000 ans d'histoire, aux éditions Les liens qui libèrent (Debt: the First Five Thousand Years). Dans cet ouvrage, où il s'inspire notamment des thèses d'Alfred Mitchell-Innes, il soutient que le système du troc n'a jamais été utilisé comme moyen d'échange principal durant 5 000 ans d'histoire.
En août 2013, il publie l'article On the Phenomenon of Bullshit Jobs dans lequel il émet l'hypothèse qu'une proportion significative des emplois sont considérés par ceux qui les occupent comme inutiles, voire comme nuisibles. Cette hypothèse donne lieu à une enquête approfondie qui débouche sur le livre Bullshit jobs (Bullshit jobs: A Theory). Il envisage le revenu de base comme un moyen de disjoindre le travail du revenu et ainsi de lutter contre ces « jobs à la con ».
En décembre 2014, il se rend entre autres avec Janet Biehl au Rojava (Kurdistan de Syrie) afin de se documenter sur l'expérience en cours d'auto-gouvernement. Ce voyage donne lieu à des visites d’écoles, de conseils communaux, d’assemblées de femmes, de coopératives nées de la « révolution du Rojava ».
En 2015, il publie Bureaucratie (The Utopia of Rules: On Technology, Stupidity, and the Secret Joys of Bureaucracy) où il soutient que les entreprises privées sont tout aussi bureaucratiques que le service public, voire le sont davantage, et que la bureaucratie est un fléau du capitalisme moderne. Selon lui, « il faut mille fois plus de paperasse pour entretenir une économie de marché libre que la monarchie de Louis XIV »,.
En 2018, il donne sa lecture du mouvement des Gilets Jaunes en France selon laquelle celui-ci serait le signe de la déliquescence du système politico-financier actuel, qui valorise bien plus les métiers inutiles (bullshit jobs) liés à l'oligarchie managériale et financière que les métiers du care. La même année, il publie le livre Bullshit Jobs: A theory.
Il annonce avoir terminé l'écriture du livre Au commencement était…, écrit avec David Wengrow en août 2020, qui est publié de manière posthume, en 2021.
David Graeber a été marié avec Nika Dubrovsky, artiste et écrivaine. Ensemble, ils ont lancé le « Museum of Care » (Musée du soin), un espace partagé de communication et d'interactions sociales nourrissant les valeurs de solidarité, de soin et de réciprocité. Selon le site web de David Graeber : « L'objectif principal du Musée du Soin est de créer et d'entretenir les relations sociales »,. Le concept de Museum of Care a été développé par Graeber et Dubrovsky dans leur article « Le Musée du Soin : imaginer le monde après la pandémie », publié dans Arts Of The Working Class en avril 2020. Dans cet article, Graeber et Dubrovsky imaginent un futur post-pandémique, où de vastes surfaces d'espaces de bureaux et d'institutions conservatrices sont transformées en « campus universitaires, centres sociaux et hôtels pour les personnes ayant besoin d'un abri »,. Ils ajoutent : « Nous pourrions appeler ces espaces «Musée du Soin», précisément parce qu'il s'agit d'espaces qui ne glorifient aucun type de production, mais qui plutôt fournissent l'espace et les moyens de créer des relations sociales et d'imaginer des formes entièrement nouvelles de relations sociales. »,.
David Graeber meurt subitement le 2 septembre 2020 à Venise des suites d'une nécrose pancréatite. Le 28 août, il avait pourtant annoncé dans une vidéo qu'il n'était certes pas très en forme mais qu'il se sentait de mieux en mieux,,.

## Reconnaissance par les activistes et chercheurs
Selon la sociologue Kate Burrell, l’œuvre de Graeber « promeut des points de vue anarchistes du changement social, que la gauche ne croit pas tout à fait possibles, mais qui sont pourtant vécus au sein des mouvements sociaux tous les jours » et que son travail « offre un éclairage poétique sur les réalités quotidiennes de la vie des militants, promeut ouvertement l'anarchisme, et est une célébration pleine d'espoir de ce qui peuvent réaliser de relativement petits groupes de personnes engagées qui vivent leur vérité en toute transparence ».
Dans le Journal of the Royal Anthropological Institute, Hans Steinmüller décrit Graeber et son co-auteur Marshall Sahlins comme « deux des plus importants penseurs anthropologiques contemporains » et que leurs contributions à la théorie anthropologique de la royauté représentent une « référence de la théorie anthropologique ».
Pour Tom Penn, David Graeber « était un véritable radical, un pionnier dans tout ce qu'il faisait. L'œuvre inspirante de David a changé et façonné la façon dont les gens interprètent le monde […]. Dans ses livres, sa curiosité constante, son esprit de recherche, son regard ironique et acéré sur les idées reçues transparaissent. Il en va de même, par-dessus tout, de sa capacité unique à imaginer un monde meilleur, issu de sa propre humanité profonde et constante. […]. Sa perte est incalculable, mais son héritage est immense. Son œuvre et son esprit survivront. »
Pour Le Monde, il est l’un des intellectuels les plus en vue de la gauche radicale anglo-saxonne du début de siècle, en tant que figure du mouvement Occupy Wall Street et aussi comme professeur d’anthropologie à la London School of Economics (LSE). Son éditeur français, Henri Trubert, considère qu’il était un « penseur d’une amplitude exceptionnelle, iconoclaste et original comme il y en a peu. » Pour l’économiste à succès Thomas Piketty, « il avait une capacité remarquable à embrasser un sujet jusqu’à l’os et à déconstruire les vérités établies. (…) Son ouvrage sur la dette est un monument de finesse et d’érudition anthropologique et historique ». Pour Thomas Coutrot, « c'était un dynamiteur d’évidences ».

## Dette.5 000 ansd’histoire
Dette est la première monographie historique majeure de David Graeber. Karl Schmid, l'un des créateurs de la revue Anthropologica de la Société canadienne d'anthropologie, décrit Dette comme « un livre inhabituel qui pourrait devenir le livre d'anthropologie le plus lu du grand public au XXIe siècle ». Il ajoute qu'il sera difficile pour Graeber ou pour qui que ce soit d'autre de surpasser ce livre en termes de popularité, acquise notamment grâce à une attente et un désir particulièrement nets de la part de ses lecteurs. Schmid a comparé Dette à Guns, Germs and Steel de Jared Diamond et The Art of Not Being Governed de James C.Scott pour son vaste spectre ainsi que ses multiples implications. Cependant, Schmid émet quelques réserves quant à la longueur particulièrement marquée du livre, ainsi que sur le fait que Graeber aborde de nombreuses problématiques et d'exemples qu'il ne prend pas le temps de développer dans leur entièreté.

### Le mouvement Occupy Wall Street
En novembre 2011, le magazine Rolling Stone attribue à David Graeber le slogan du mouvement: « We are the 99 percent ». Graeber écrit dans The Democracy Project que ce slogan est une création collective. Rolling Stone ajoute qu'il aide à créer la première assemblée générale de l'histoire de la ville de New York, parvenant à rassembler une soixantaine de participants le 2 août 2011. Il passe les six mois qui suivent à s'impliquer dans ce mouvement naissant, en facilitant l'organisation des assemblées générales, en assistant aux réunions de travail en collectif, puis en préparant les militants sur le plan légal à manifester de manière pacifique selon les principes de la NVR (résistance non violente). Quelques jours après l'établissement d'un camp de manifestants dans le Parc Zuccotti, il quitte New York pour Austin (Texas).

## Œuvre

### En anglais

#### Articles
- (en) « Rebel Without a God : The Anti-Authoritarian Attributes of Buffy The Vampire Slayer », sur theanarchistlibrary.org, In These Times, 27 décembre 1998 (consulté le 1er décembre 2023)
- (en) « Give It Away », sur inthesetimes.com, In These Times, 21 août 2000 (consulté le 1er décembre 2023)
- (en) « The New Anarchists », New Left Review, no 13,‎ january–february 2002, p. 61-73 (lire en ligne)
- (en) « The Twilight of Vanguardism », sur theanarchistlibrary.org, 2003 (consulté le 1er décembre 2023)
- (en) « Of Flying Cars and the Declining Rate of Profit », sur thebaffler.com, The Baffler, mars 2012 (consulté le 1er décembre 2023)
- (en) « A Practical Utopian’s Guide to the Coming Collapse », sur thebaffler.com, The Baffler, avril 2013 (consulté le 1er décembre 2023)
- (en) « On the Phenomenon of Bullshit Jobs : A Work Rant », Strike ! Magazine, août 2013 (consulté le 1er décembre 2023)
- (en) « What’s the Point If We Can’t Have Fun? », sur thebaffler.com, The Baffler, juin 2014 (consulté le 1er décembre 2023)
- (en) « Caring too much. That's the curse of the working classes », sur theguardian.com, The Guardian, 26 mars 2014 (consulté le 1er décembre 2023)
- (en) « Savage capitalism is back – and it will not tame itself », sur theguardian.com, The Guardian, 30 mai 2014 (consulté le 1er décembre 2023)
- (en) « How to change the course of human history : (at least, the part that’s already happened) », coécrit avec David Wengrow, sur eurozine.com, Eurozine, 2 mars 2018 (consulté le 1er décembre 2023)

#### Ouvrages
- (en) Lost People  : Magic and the Legacy of Slavery in Madagascar, Parlux, 2005 (ISBN 978-0-253-21915-2)
- (en) Direct Action : An Ethnography, AK Press, 2010 (ISBN 978-1-904-85979-6)

### En français

#### Articles
- « Les nouveaux anarchistes » [« The New Anarchists »] (Ce texte est une traduction de l'article paru dans le no 13 de New Left Review), sur racinesetbranches.wordpress.com (consulté le 1er décembre 2023)
- « L’Anarchisme, ou Le mouvement révolutionnaire du vingt-et-unième siècle », coécrit avec Andrej Grubacic, sur racinesetbranches.wordpress.com, 6 janvier 2004 (consulté le 1er décembre 2023), 6 janvier 2004,
- « La démocratie des interstices : Que reste-t-il de l'idéal démocratique ? » (Cet article a servi de base au livre La démocratie aux marges), Revue du MAUSS, no 26,‎ 2005, p. 41-89 (lire en ligne)
- « "L'idée d'avoir une revendication unique ne parle à personne" : Entretien avec David Graeber » (propos recueillis par Jade Lindgaard, Nicolas Haeringer), Mouvements, no 70,‎ 2012, p. 139-148 (lire en ligne)
- « À quoi ça sert si on ne peut pas s’amuser ? » [« What’s the Point If We Can’t Have Fun ? »], Revue du MAUSS, no 45,‎ 2015, p. 44-57 (lire en ligne)
- « Comment changer le cours de l'histoire » [« How to change the course of human history… »], coécrit avec David Wengrow, sur legrandcontinent.eu, Le Grand Continent, 14 juin 2018 (consulté le 1er décembre 2023)
- « Sur les rois », coécrit avec Marshall Sahlins (Cet article est une traduction de l'introduction au livre intitulé Sur les rois), sur legrandcontinent.eu, Le Grand Continent, 22 mars 2018 (consulté le 1er décembre 2023)

#### Ouvrages
- Pour une anthropologie anarchiste [« Fragments of an Anarchist Anthropology »], Montréal, Lux Éditeur, coll. « Instinct de liberté », 2010, 166 p. (ISBN 978-2-89596-037-9)
- Comme si nous étions déjà libres [« The Democracy Project : A History, a Crisis, a Movement »], Montréal, Lux Éditeur, coll. « Instinct de liberté », 2014, 270 p. (ISBN 978-2-89596-180-2)
- Dette : 5000 ans d'histoire [« Debt: The First 5000 Years »], Arles, Actes Sud, coll. « Babel », 2016, 667 p. (ISBN 978-2-330-06125-8)
- Bureaucratie, l'utopie des règles [« The Utopia of Rules : On Technology, Stupidity, and the Secret Joys of Bureaucracy »], Arles, Actes Sud, coll. « Babel », 2017, 296 p. (ISBN 978-2-330-07614-6)
- La démocratie aux marges, Paris, Flammarion, coll. « Champs Essais », 2018, 123 p. (ISBN 978-2-0814-4532-1)
- Bullshit jobs [« Bullshit Jobs : A Theory »], Paris, Les Liens qui libèrent, coll. « Poche », 2019, 446 p. (ISBN 979-10-209-0736-3)
- Les Pirates des Lumières : ou la véritable histoire de Libertalia, Montreuil, Libertalia, 2019, 228 p. (ISBN 978-2-37729-106-9)
- L’anarchie — pour ainsi dire [« Anarchy—In a Manner of Speaking »], Zurich – Paris – Berlin, Diaphanes, coll. « Anarchies », 2021, 228 p. (ISBN 978-2-88928-045-2)[23]
- La fausse monnaie de nos rêves : Vers une théorie anthropologique de la valeur [« Toward an Anthropological Theory of Value : The False Coin of Our Own Dreams »], Paris, Les Liens qui libèrent, 2022, 464 p. (ISBN 979-10-209-1133-9)
- Sur les rois [« On Kings »] (coécrit avec Marshall Sahlins), Bordeaux, La Tempête, 2023, 620 p. (ISBN 979-10-94512-31-9)
- Possibilités : Essais sur la hiérarchie, la rébellion et le désir [« Possibilities : Essays on Hierarchy, Rebellion, and Desire »], Paris, Payot & Rivages, coll. « Rivages poche. Petite bibliothèque », 2023, 411 p. (ISBN 978-2-7436-6005-5)
- Au commencement était… Une nouvelle histoire de l'humanité [« The Dawn of Everything : A New History of Humanity »] (coécrit avec David Wengrow), Paris, Les Liens qui libèrent, coll. « Poche », 2023, 752 p. (ISBN 979-10-209-2463-6)
- Révolutions à l'envers [« Revolutions in Reverse »], Paris, Rivages, coll. « Bibliothèque Rivages », 2024, 263 p. (ISBN 978-2-7436-6241-7)

#### Contributions à des ouvrages collectifs
- Collectif, La commune du Rojava : l'alternative kurde à l'État-nation, Syllepse, 2017, préf. Michael Löwy, Le Kurdistan libertaire nous concerne !, [lire en ligne].
- Collectif, Éloge des mauvaises herbes, Paris, Les Liens qui libèrent, coll. « Poche », 2020

|                                              |
| Présentation de Dette : 5000 ans d'histoire. |

|                                                    |
| Présentation de Bureaucratie, l'utopie des règles. |

### Citations
1. ↑  The main goal of the Museum of Care is to produce and maintain social relationships.
2. ↑  The Museum of Care : imagining the world after the pandemic.
3. ↑  […] free city universities, social centers and hotels for those in need of shelter.
4. ↑  We could call them « Museums of Care » - precisely because they are spaces that do not celebrate production of any sort but rather provide the space and means for the creation of social relationships and the imagining of entirely new forms of social relations.

#### Articles de presse
- Nicolas Weill, « David Graeber : un soulèvement, sans apocalypse », Le Monde, 25 mars 2010, texte intégral.
- Gilles Anquetil, « Mais pourquoi voulez-vous payer vos dettes ? : Entretien avec David Graeber », L'Obs,‎ 16 novembre 2013 (lire en ligne)
- Marc-Olivier Bherer, « Occupy Wall Street, le legs », Le Monde, 23 avril 2014, texte intégral.
- Robert Maggiori, « L’irréductible d’Occupy Wall Street », Libération, 25 juin 2014, texte intégral.
- Irène Pereira, « Quand des activistes occupaient Wall Street », sur nonfiction.fr, 23 septembre 2014.
- Christophe Patillon, « Comme si nous étions déjà libres », Mediapart, 30 décembre 2014, texte intégral.
- Christophe Alix et Sylvie Serprix, « "La bureaucratie permet au capitalisme de s’enrichir sans fin" : Entretien avec David Graeber », Libération, no 10 703, samedi 17 et dimanche 18 octobre,‎ 2015, p. 24-25 (lire en ligne)
- Joseph Confavreux, Jade Lindgaard, « David Graeber: « La bureaucratie sert les intérêts des 1% » », Mediapart, 1er janvier 2016, lire en ligne.
- Eric Aeschimann, « David Graeber, l'anthropologue qui veut nous débarrasser de l'État », L'Obs, 22 novembre 2014, [lire en ligne].

#### Auteur des ouvrages
- Pour une anthropologie anarchiste
- Dette : 5000 ans d'histoire
- Bureaucratie, l'utopie des règles
- Bullshit jobs